# Şirince (Selçuk)
Şirince (prononcé [ ʃi.ɾin.'d͡ʒɛ]) est un village du district de Selçuk dans la province d'İzmir, en Turquie.
Le village obtient en 2023 le label Meilleurs villages touristiques de l'Organisation mondiale du tourisme.